# Glanworth
Glanworth (irisch Gleannúir, deutsch: „Tal der Eiben“) ist ein Dorf im Nordosten des Countys Cork im Süden der Republik Irland mit 628 Einwohnern (Stand 2022).

## Lage
Glanworth liegt etwa zehn Kilometer nordwestlich von Fermoy und etwa 30 Kilometer nördlich von Cork am River Funshion. Durch den Ort führt die R512 nach Kilmallock und weiter nach Limerick.

## Geschichte
Das Labbacallee Wedge Tomb deutet auf eine frühe Besiedlung in der Bronzezeit hin. Es ist das größte seiner Art in Irland.
Im 13. Jahrhundert wurde oberhalb des Funshion das Glanworth Castle durch die normannische Familie Condon errichtet. Etwa zeitgleich entstand neben dem Castle das Dominikanerkloster Glanworth Abbey (Rock Abbey). Das Kloster wurde 1541 aufgelöst. Mitte des 17. Jahrhunderts entstand die Steinbogenbrücke über den Funshion.
Die Mühle von Glanworth wurde Mitte des 19. Jahrhunderts errichtet.

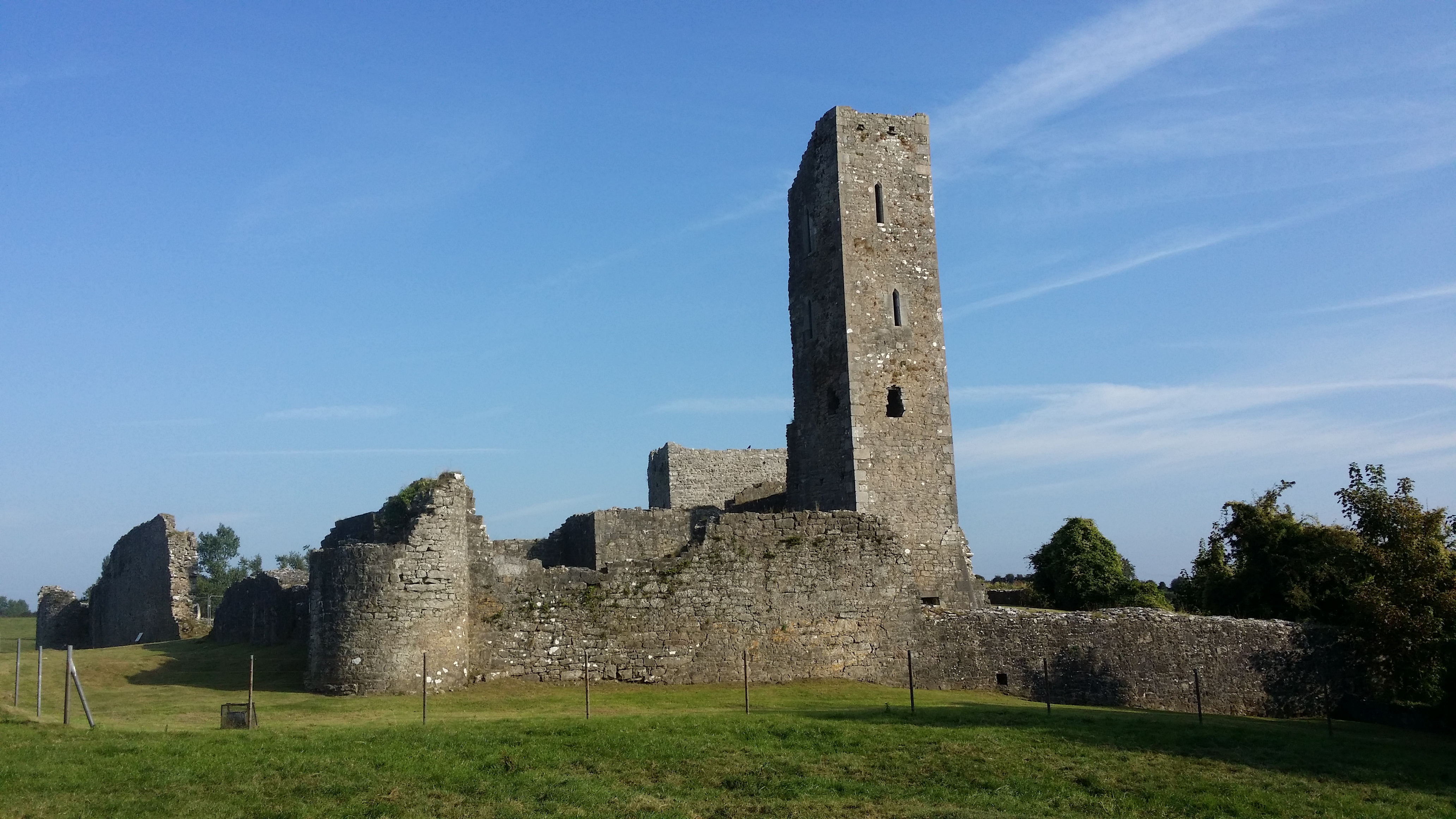
Glanworth Castle
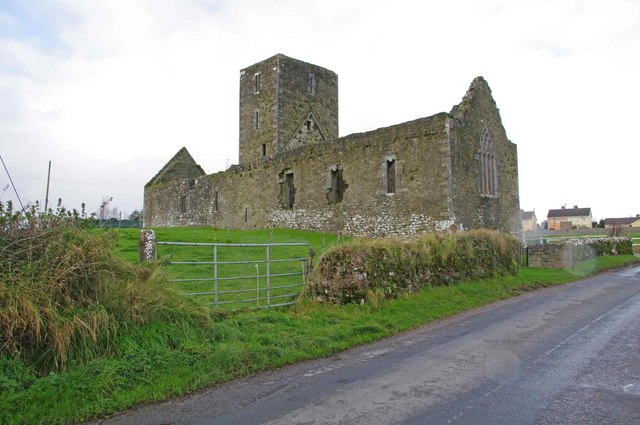
Glanworth Abbey
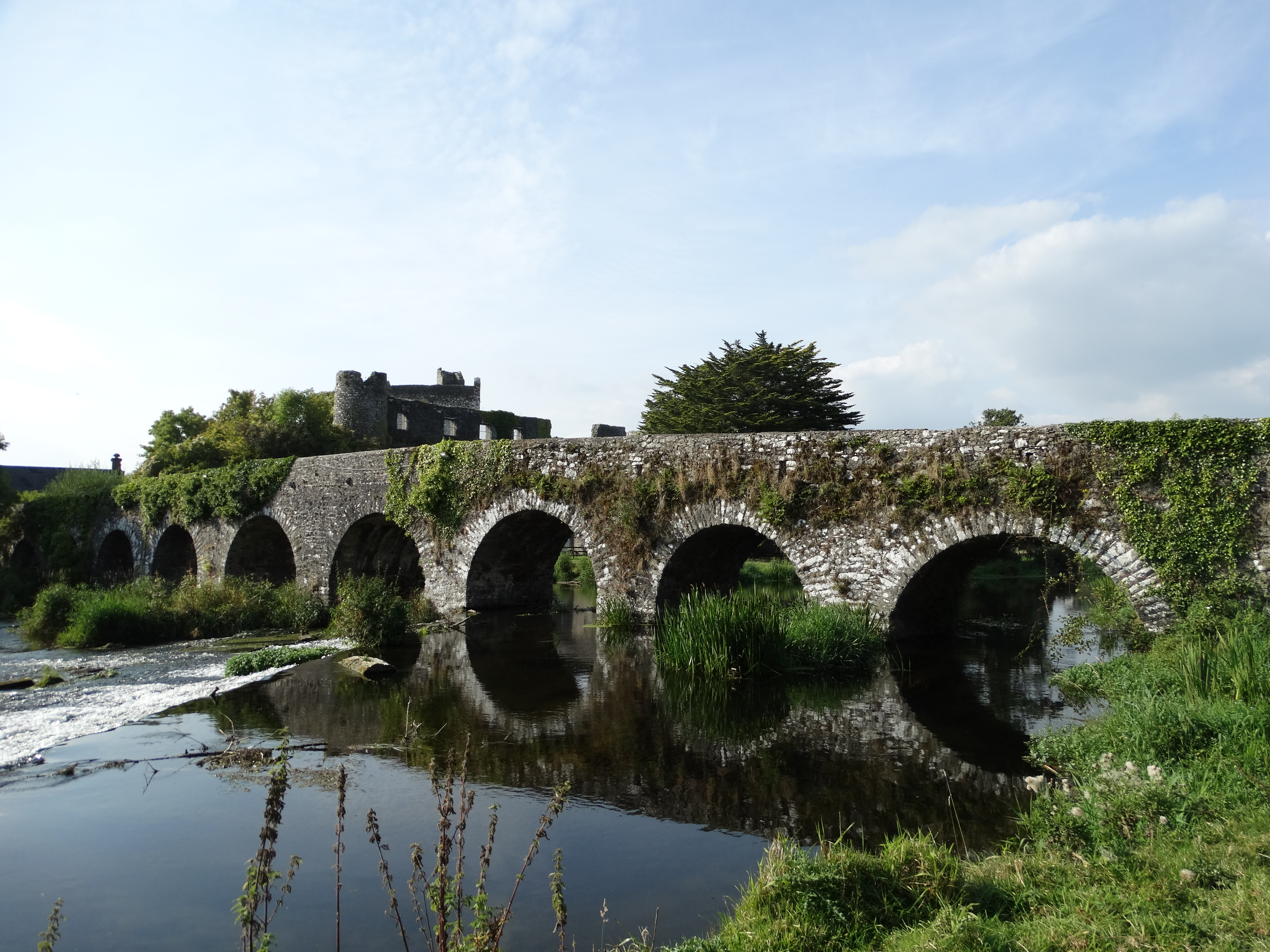
Glanworth Bridge

## Trivia
Der Film „Felicia, mein Engel“ mit Bob Hoskins wurde 1999 hier gedreht.